# Акимов, Василий Петрович
Васи́лий Петро́вич Аки́мов (1835—1886) — участник Русско-турецкой войны 1877—1878 годов, начальник Варшавского пехотного юнкерского училища и 1-го военного Павловского училища, генерал-лейтенант.

## Биография
Родился 25 января (6 февраля) 1835 года. Получив образование в Дворянском полку (2-е военное Константиновское училище), Акимов произведён в офицеры 13 августа 1853 года с зачислением в Малороссийский гренадерский фельдмаршала графа Румянцева полк.
С 7 января 1854 года его перечислили в резервный батальон гренадерской дивизии, потом в Лейб-гвардии Литовский полк и, для приготовления к поступлению в Николаевскую академию Генерального штаба, прикомандировали к штабу командующего войсками в Санкт-Петербурге.
В 1857 году, окончив курс академии в чине подпоручика, Акимов определён в штаб 16-й пехотной дивизии и, состоя в должности старшего адъютанта при штабе войск в Царстве Польском, был назначен начальником Варшавского пехотного юнкерского училища (со 2 января 1862 года), занимая эту должность свыше 12 лет. 4 апреля 1865 года он был произведён в подполковники, 31 марта 1868 года — в полковники.
10 мая 1874 года Акимов был назначен командиром Самогитского эрцгерцога Карла полка, а 24 февраля 1877 года — начальником штаба 14-го армейского корпуса, исправляя (на правах корпусного командира) с начала русско-турецкой войны должность начальника штаба Нижне-Дунайского отряда.
За взятие у турок города Меджидие Акимов произведён 12 июля 1877 года за отличие в генерал-майоры. Затем ему вверен был в управление главный город Дунайского вилайета — Рущук, важный в стратегическом отношении.
С 4 июля 1878 года Акимов управлял им и как губернатор, до упразднения русского гражданского управления в Болгарии, а по возвращении в Санкт-Петербург был назначен 18 октября 1879 года начальником 1-го военного Павловского училища (бывший 1-й Кадетский корпус).
За отличие в русско-турецкой войне Акимов был награждён золотой саблей с надписью «За храбрость» и орденами Святого Владимира 3-й степени с мечами и Святого Станислава 1-й степени с мечами.
Попечительность Акимова о вверенном ему заведении военного образования поощрена была 19 февраля 1880 года Императором Александром II назначением в Свиту Его Императорского Величества; в 1883 году Акимов был награждён орденом Святой Анны 1-й степени.
О педагогической опытности Акимова можно судить по тому, что он, как специалист, с 1869 по 1873 год командирован был в Санкт-Петербург из Варшавы для совещаний об учебной части юнкерских училищ, в комиссию, состоявшую при главном управлении военно-учебных заведений.
Был произведён 30 августа 1886 года в генерал-лейтенанты и менее чем через три недели, 17 (29) сентября 1886 года, скончался. Похоронен на Никольском кладбище Александро-Невской лавры.

## Награды
За свою службу Акимов был награждён многими орденами, в их числе:
- Орден Святой Анны 3-й степени (1863 год)
- Орден Святого Станислава 2-й степени (1867 год)
- Орден Святого Владимира 4-й степени (1870 год)
- Орден Святой Анны 2-й степени (1873 год)
- Орден Святого Владимира 3-й степени с мечами (1878 год)
- Золотое сабля с надписью «За храбрость» (1879 год)
- Орден Святого Станислава 1-й степени с мечами (1879 год)
- Орден Святой Анны 1-й степени (1883 год)